# باسکونیانا
باسکونیانا (به اسپانیایی: Bascuñana) یک شهرستان در اسپانیا است.